# Рубиаль, Рамон
Рамо́н Рубиа́ль Ка́вия (также встречается написание Ка́виа; исп. Ramón Rubial Cavia; 28 октября 1906, Эрандио, Бискайя — 24 мая 1999, Бильбао) — председатель Испанской социалистической рабочей партии с 1976 г. до своей кончины. В 1978—1989 годы — председатель Баскского генерального совета. Первый председатель баскского правительства после установления демократии в Испании.

## Биография
Рубиаль родился в Эрандио в рабочей семье. Его родители, Хосе Рубиаль и Леонор Кавия, были социалистами и работали в сталелитейной промышленности Бискайи. Рамон в 14-летнем возрасте поступил учиться на токаря и вступил в профсоюз металлургов Всеобщего союза трудящихся, а через два года присоединился к Социалистической молодёжи. В сентябре 1923 года он вступил в ИСРП, приняв участие во всеобщей забастовке в знак протеста против государственного переворота генерала Примо де Риверы.
Впервые провёл в тюрьме 4 дня за участие в революционной всеобщей забастовке декабря 1930 года против монархии. В 1934 году как руководитель революционного движения в Эрандио во время забастовки шахтёров в Астурии арестован и приговорён к тюремному заключению сроком на 6 лет, 8 месяцев и 21 день, но был амнистирован с другими политзаключёнными после победы Народного фронта на выборах в феврале 1936 года.
Во время Гражданской войны в Испании защищал республику с оружием в руках, став комиссаром XV бригады на Северном фронте. Попал в плен 1 ноября 1937 года в Бильбао, после чего был приговорён к смертной казни, заменённой на тридцать лет тюрьмы. В 1945 году попытаться бежать во Францию, но был схвачен полицией и пробыл в заключении до августа 1956 года. И в заключении, и после освобождения работал над реорганизацией в подполье ВСТ и ИСРП. Параллельно на свободе работал токарем в мастерских друга до выхода на пенсию в 1976 году, неоднократно подвергаясь новым арестам. 
Присутствовал на заграничных съездах партии во Франции, после смерти диктатора Франко и легализации ИСРП был избран президентом на XXVII съезде в декабре 1976 года в Мадриде. Рамон Рубиаль был избран сенатором от Бискайи по спискам Автономного фронта на первых демократических выборах 1977 года в Учредительное собрание, став вторым вице-президентом Сената. В качестве члена Ассамблеи баскских парламентариев 17 февраля 1978 года избран президентом Генерального совета Страны Басков, готовившего регион к восстановлению автономного правления. 
Рубиаль был женат и имел дочь.

## Награды
- Большой крест Ордена Гражданских заслуг (Испания, 1991)[5]
- Ilustre de Bizkaia (1992)[5]
- Крест Дерева Герники (1998)[5]